# Dysderina soltina
Dysderina soltina là một loài nhện trong họ Oonopidae.
Loài này thuộc chi Dysderina. Dysderina soltina được Arthur M. Chickering miêu tả năm 1968.